# Doğan Türk Birliği Spor Kulübü
El Doğan Türk Birliği Spor Kulübü és un club de futbol turc-xipriota de la ciutat de Kyrenia (Girne en turc). El club havia estat fundat l'any 1938 a Limassol. Els seus colors són el groc i el blau marí.

## Palmarès
- Lliga turco-xipriota de futbol:[2]
  - 1939, 1945, 1956, 1957, 1959, 1991, 1992, 1994, 2018
- Copa turco-xipriota de futbol:[3]
  - 1978, 2012
- Cumhurbaşkanlığı Kupası (supercopa):
  - 2010
- Başbakanlık Kupasi
  - 1989, 1990, 1993